# Pepsi

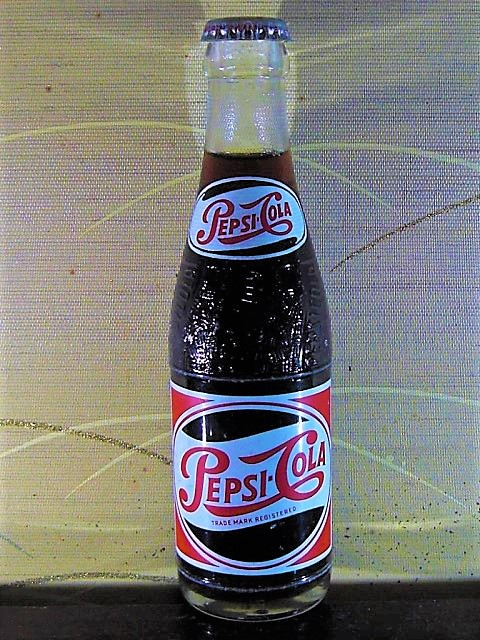
Láhev nápoje Pepsi (retro etiketa)

Pepsi (dříve Pepsi Cola) je značka sladkého syceného nealkoholického nápoje kolového typu, který je celosvětově rozšířen a je největším konkurentem nápoje Coca-Cola. Vyrábí jej společnost PepsiCo se sídlem ve státě New York a další smluvní partneři (v Česku Mattoni 1873). Značka Pepsi vznikla 28. srpna 1898, ale první nápoj byl připraven již roku 1893 lékárníkem Calebem Bradhamem. Název je odvozen z výrazu dyspepsie, protože původní receptura vznikla jako lék na žaludeční potíže. V dnešní době existuje v Česku několik druhů výrobku Pepsi: Pepsi Max, Pepsi Lime, Pepsi Wild Cherry, Pepsi Mango a Pineapple Mint, v Americe navíc: Pepsi Vanilla a Pepsi Berry.
Pepsi byl první západní výrobek, který se produkoval a prodával ve východním bloku, první menší stáčírna byla otevřena roku 1972 v Novorossijsku.

## Logo
Od roku 1898 se logo několikrát výrazně změnilo. Do roku 1961 měla v logu okrasný nápis Pepsi Cola. Od roku 1962 se s menšími změnami drželo klasické logo Pepsi, jen mezi lety 2008 až 2023 se používalo výrazněji odlišné designové zpracování loga.

Logo mezi 1898–1905
Logo mezi 1906–1940
Logo mezi 1940–1950
Logo mezi 1950–1961
Logo mezi 1962–1973
Logo mezi 1973–1991
Logo mezi 1991–1998
Logo mezi 1998–2003
Logo mezi 2003–2006
Logo mezi 2006–2008
Logo mezi 2008–2023
Logo od roku 2023

## Pepsi v Československu
Zatímco modřická Fruta od roku 1971 licenčně vyráběla Coca-colu, na Slovensku se od roku 1973 vyráběla v licenci Pepsi-Cola. Na korunkách lahví byl vytištěn nápis S povolením Pepsico Inc. N. Y., vyrába Slovlik n.p. Frucona závod Malacky. Jak Coca-cola, tak Pepsi-cola se prodávaly pouze v malých značkových skleněných lahvičkách po 0,25 litru. 
Dne 28. července 1989 začala výroba nápojů Pepsi Cola, 7 Up a Amazonia v pobočce JZD Agrokombinátu Slušovice v bývalé tzv. houbárně (žampionárně) v Železném u Tišnova. Tato továrna jako první ze zemí RVHP stáčela nápoje do 1,5litrových lahví z PET. Nyní v Česku nápoj vyrábí v licenci společnost Mattoni 1873 v pražské Kolbenově ulici.